# アーサー・ルイス
ウィリアム・アーサー・ルイス（Sir William Arthur Lewis、1915年1月23日 - 1991年6月15日）は、イギリスの開発経済学者。1979年にセオドア・シュルツとともにノーベル経済学賞を受賞した。平和賞以外のノーベル賞を受賞した初の黒人である。1983年、アメリカ経済学会会長。

## 生涯
- 1915年1月23日 - イギリス領ウィンドワード諸島（英語版）西インド諸島（現在はセントルシア）カストリーズに生まれた。
- セントルシアの高校を卒業。
- 1934年（19歳） - ロンドン・スクール・オブ・エコノミクス（LSE）に入学。
- 1937年（22歳） - 理学士号を取る。
- 1938年（23歳） - LSEで教え始める。
- 英国政府の商務省と植民省で過ごした戦時勤務期間を終わり、LSEに戻る（1948年まで在籍）。
- 1940年代初期 - マンチェスター大学よりMAを得、次いでロンドン大学より博士号を得る。
- 1948年（33歳） - マンチェスター大学の経済学教授となる。
- 1953年（38歳） - 黄金海岸政府のコンサルタントを務める。
- 1955年（40歳） - 西ナイジェリア政府のコンサルタントを務める。
- 1957年（42歳）～1958年（43歳） - ガーナ首相の経済顧問となる。
- 1958年（43歳） - マンチェスター大学を去り、ウエスト・インディーズのユニバーシティ・カレッジの校長となる。
- 1962年（47歳） - そのカレッジを西インド諸島大学に拡張して、初代副学長になる。
- 1963年（48歳） - ナイトの爵位を授与された後、アメリカ合衆国に渡ってプリンストン大学の経済学教授となる。
- 1970年（55歳） - アメリカを離れ、カリブ開発銀行の頭取に就任した。
- 1973年（58歳） - プリンストン大学に戻る。
- 1979年（64歳） - ノーベル経済学賞を受ける（セオドア・シュルツとともにノーベル経済学賞を受賞）。
- 1983年（68歳） - 西インド諸島大学を退職。
- 1991年6月15日（76歳） - バルバドスのブリッジタウンにて没した。そしてアーサーの遺体は、アーサーの名誉を称えてその名が付けられたセントルシアのサー・アーサー・ルイス大学の構内に埋葬された。

## 業績
アーサーの最大の業績は、発展途上国が抱える問題を説明するため、二重経済モデルと取引条件モデルを構築したことである。アーサーはこの「発展途上国問題の考察を通じた経済発展に関する先駆的研究」が称えられ、1979年にノーベル経済学賞を受賞した。
二重経済モデルは、1930年代の世界経済、特に周辺国の実情の分析から、古典派経済学の視点で構築された分析モデルであり、これは発展途上国の経済を資本家的部門（近代部門）と生存維持的部門（伝統的部門）とに分けて分析するものである。この理論は、農村の農業部門と都市の工業部門の共栄であり、発展途上国の経済発展のためには相互に有機的な関連を持つことが必要であると主張するものである。
また、アーサーが行った初期の産業組織論研究からは、オーバーヘッド・コスト（製品・サービス個々の単価に振り分けることの困難な、初期投資、固定的費用、税金といった全体に関わる諸経費）の概念が生み出された。

### 二重経済モデル
二重経済モデルは、経済を単純に2つの部門に分けて分析するモデルである。アーサーは発展途上国の経済を伝統的部門（低賃金で無制限に近い労働供給がある部門）と近代的部門（大量の資本がある部門）とに分けて分析する二重経済論を考案し、伝統的部門からの無制限労働供給によって、一定の賃金水準において労働供給曲線が無限に弾力的になると説明した。特に余剰労働力を用いたインフラ投資が鍵を握るとして、政府による積極政策の必要性を説いた。
二重経済論はその後、ジョン・フェイやグスタフ・レイニスらによって、新古典派経済学の視点からモデル化されている。

### 取引条件モデル
アーサーは、先進国と発展途上国との間で取り交わされる取引条件の決定過程をモデル化した。アーサーは取引に参加する国を富裕国と貧困国の2グループに分類した上で、各グループの国はそれぞれ2種類の財（富裕国は食物と鉄鋼、貧困国は食物とコーヒー）を生産するモデルを構築した。そして、このモデルにおいて同一グループ同士では財の取引を行わないと仮定したとき、2つのグループ間の取引条件は農業部門の相対的な労働生産性によって決定されることを示した。

## 日本語翻訳
- 『世界経済論』石崎昭彦・森恒夫・馬場宏二 訳、新評論、1969年。 - 参考文献：pp.279-288.
- 『国際経済秩序の進展』原田三喜雄 訳、東洋経済新報社、1981年9月。 - 原タイトル：The evolution of the international economic order。
  - 『国際経済秩序の発展』水上健造 訳、文化書房博文社、2001年1月。ISBN 4-8301-0932-7。 - 原タイトル：The evolution of the international economic order。
- 『人種問題のなかの経済』益戸欽也・勝俣誠 訳、産業能率大学出版部、1988年10月。ISBN 4-382-04984-9。 - 原タイトル：Racial conflict and economic development。